# Luis Otero (actor)
Luís Alberto Otero, más conocido por el nombre artístico de Luís Otero, nacido en Montevideo el 28 de marzo de 1911 y fallecido en Buenos Aires, 29 de mayo de 1979 fue un actor de la época dorada de la cinematografía argentina.

## Carrera
Nació en Uruguay el martes 28 de marzo de 1911, hijo del matrimonio conformado por Julián Otero y Generosa San Román.
Se desempeñó en más de 30 películas en la Argentina. Recorrió numerosos países, como Chile, Brasil, Uruguay, México y Venezuela. También filmó en el exterior, como el caso de “Leonora de los Siete Mares” en Brasil, “Esta Rosa es Mía” realizada en Venezuela y “La Bota y el Pueblo” en México. 
Compartió escenario tanto en cine como en teatro con estrellas de la talla de Malisa Zini, Lalo Hartich, Tita Merello, Eduardo CuitiñoMario Passano, Margarita Corona, Rodolfo Onetto, Carlos Bellucci, Pedro Fiorito, Mirtha Legrand, Tito Alonso, y Luis Arata, entre muchos otros.
En 1946 integra la lista de "La Agrupación de Actores Democráticos", en pleno gobierno de Juan Domingo Perón, y cuya junta directiva estaba integrada por Pablo Racioppi, Lydia Lamaison, Pascual Nacaratti, Alberto Barcel y Domingo Mania. A comienzos de 1950 fue secretario de la Subcomisión de la Asuntos Gremiales de la Asociación Argentina de Actores.

## Vida privada
Otero fue un apasionado del deporte. En el fútbol, su corazón se dividía en dos, por un lado Nacional de Montevideo y por el otro su Boquita. El box, con las noches de ring-side del Luna Park y por su barrio Parque Patricios.
A mediados de la década de 1960 deja definitivamente los escenarios y los sets cinematográficos para dedicarse al negocio inmobiliario, donde deja su impronta artística. 
Estuvo casado muchos años con la actriz Victoria Ramos, apodada “La Chata”, hermana del actor Roberto García Ramos.

## Obra

### Filmografía[2]
- 1945: Besos perdidos
- 1945: María Celeste
- 1945: Pampa bárbara
- 1945: Madame Sans Gene
- 1946: Milagro de amor

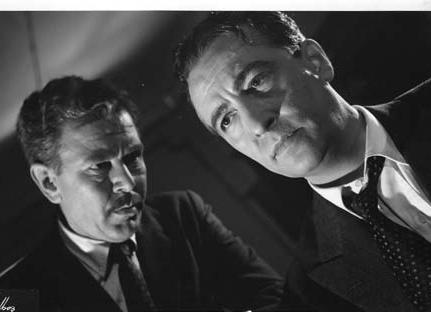
Luis Otero y Hugo del Carril

- 1946: A sangre fría como el Comisario Valdez
- 1946: Mosquita muerta
- 1947: Una mujer sin cabeza en el papel de Tommy
- 1947: Historia de una mala mujer
- 1948: La muerte camina en la lluvia como Morales
- 1949: Hombres a precio
- 1950: Romance en tres noches
- 1950: El seductor como Julián Rosales
- 1951: Los isleros
- 1951: Sombras en la frontera como el Turco
- 1951: Concierto de bastón
- 1952: Las aguas bajan turbias en el papel de un borracho
- 1952: No abras nunca esa puerta como Juan (episodio "El pájaro cantor vuelve al hogar")
- 1953: Ellos nos hicieron así
- 1953: Del otro lado del puente como Ramón
- 1953: Mercado negro como Antonio
- 1954: La bestia humana como Requena
- 1955: Al sur del paralelo 42
- 1955: Mercado de abasto como Caburé
- 1956: La muerte flota en el río  como El Zurdo
- 1956: Los torturados como José
- 1957: El hombre señalado
- 1958: Campo virgen
- 1958: Sección desaparecidos como Linyera
- 1959: Campo arado
- 1960: Culpable como el Inspector Valerio
- 1960: Un guapo del 900

### Teatro

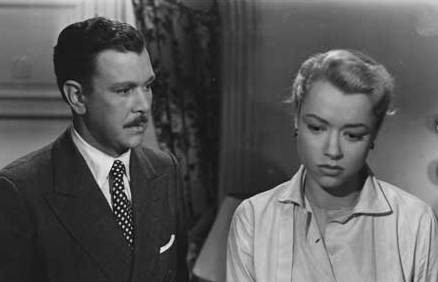
Luis Otero y Olga Zubarry

- 1943: El carnaval del diablo.
- 1945: Fin de mes.
- 1948: Prontuario.
- 1949: La esposa constante.
- 1951: La estrella cayó en el mar.
- 1951: Celos del aire.
- 1953: Judío.
- 1956: ¡Mutilados!.

### Radio
Trabajo en la década del 50, época de oro de la radiofonía. Entre sus diversos radioteatros destaca Doctor Medina, Abogado de Señoras, en Radio CX30 Radio Nacional de Montevideo, escrito por Luis M. Grau.

### Televisión
- 1960: Lecho nupcial. Canal 10 de Montevideo.
- 1960: El asesino intriga. Canal 10 de Montevideo.
- 1960: Los Muertos. Canal 7 de Buenos Aires.

## Galardones
En 1952 recibió el Premio Revelación Masculina otorgados por la Asociación de Cronistas Cinematográficos de la Argentina, por el film Las aguas bajan turbias.